# مسجد أبو عنبه التاريخي
مسجد أبو عنبة هو مسجد تاريخي يقع في مدينة جدة بمنطقة مكة المكرمة غرب المملكة العربية السعودية و يرجح أنه بني قبل عام 544 هـ.

## البناء
يتجاوز عمر المسجد أكثر من 900 عام و يرجح أنه بني قبل عام 544 هـ الموافق 1149 م . ويبلغ ارتفاعه حوالي 4 أمتار. اعتمد بناؤه على الطوب والحجر المنقبي والجبس والخشب.

## التسمية
تشير الروايات إلى أن تسمية المسجد بهذا الإسم ترجع إلى وجود عريشة عنب كانت تسقى من البئر الموجودة بموقعه.

## المعمار
بني المسجد على المعمار العربي السعودي الحجازي الأصلي حيث تظهر على واجهة المسجد معمار الرواشين والمشربيات للنوافذ أو الشرفة البارزه والمصنوعة من أجود ألواح الخشب . والتي تستخدم في تغطية النوافذ والفتحات الخارجية حيث تؤدي الرواشين والمشربيات وظائف بيئية مهمة كصد أشعة الشمس المباشرة والسماح بمرور الهواء لتبريد المسجد.

## الترميم
تم اعلان تسجيل مسجد أبو عنبه في مشروع الأمير محمد بن سلمان لتطوير المساجد التاريخية في مرحلته الثانية التي شملت 30 مسجداً في جميع مناطق المملكة الـ13،  بواقع 6 مساجد لمنطقة الرياض، و5 مساجد في منطقة مكة المكرمة، و4 مساجد في منطقة المدينة المنورة، و3 مساجد في منطقة عسير، ومسجدان في المنطقة الشرقية، ومثلهما في كل من الجوف وجازان، ومسجدًا واحدًا في كل من الحدود الشمالية، تبوك، الباحة، نجران، حائل، والقصيم. في حين يجري عملية تطويرها من قبل شركات سعودية متخصصة في المباني التراثية وذوات خبرة في مجالها، مع أهمية إشراك المهندسين السعوديين للتأكد من المحافظة على الهوية العمرانية الأصيلة لكل مسجد منذ تأسيسه.